# Andrzej Brachmański
Andrzej Marian Brachmański (ur. 10 czerwca 1958 w Wolsztynie) – polski polityk, dziennikarz, poseł na Sejm II, III i IV kadencji, były wiceminister spraw wewnętrznych i administracji.

## Życiorys
W 1982 ukończył studia na Wydziale Nauk Społecznych Uniwersytetu Adama Mickiewicza w Poznaniu. Od 1973 do 1977 był zastępcą komendanta szczepu Harcerskiej Służby Polsce Socjalistycznej. W latach 1980–1982 przewodniczył Międzyuczelnianej Radzie Studenckich Kręgów Instruktorskich Związku Harcerstwa Polskiego. Od 1982 do 1993 był dziennikarzem „Gazety Lubuskiej”. Jest członkiem Polskiego Związku Łowieckiego.
W latach 1977–1982 działał w Socjalistycznym Związku Studentów Polskich, a w okresie 1985–1989 w Związku Socjalistycznej Młodzieży Polskiej. Od 1979 do rozwiązania należał do Polskiej Zjednoczonej Partii Robotniczej. W 1991 wszedł w skład rady naczelnej SdRP, a w 1999 przystąpił do SLD. Stanął na czele rady wojewódzkiej tej partii.
Od 1990 do 1998 zasiadał w radzie miasta Zielonej Góry, a od 1998 do 2000 w sejmiku lubuskim. W 1993 został po raz pierwszy posłem z ramienia Sojuszu Lewicy Demokratycznej (ponownie był wybierany w 1997 i 2001 z okręgu lubuskiego). W Sejmie pracował m.in. w Komisji Administracji i Spraw Wewnętrznych, Komisji ds. Służb Specjalnych oraz Komisji Obrony Narodowej.
W lutym 2004 został powołany na stanowisko sekretarza stanu w Ministerstwie Spraw Wewnętrznych i Administracji, zajmował to stanowisko do maja 2005. W tym samym roku bezskutecznie kandydował w wyborach parlamentarnych. Następnie do 2007 był wiceprezesem Wojewódzkiego Funduszu Ochrony Środowiska i Gospodarki Wodnej. W 2010 ponownie został radnym Zielonej Góry. Mandat utrzymywał również w 2015 i 2018 z ramienia komitetu prezydenta Janusza Kubickiego.

## Odznaczenia
- 2023: Odznaka honorowa „Za zasługi dla województwa wielkopolskiego”[7]